# 2 de enero (canción)
«2 de enero» es una canción compuesta en 1995 por el músico argentino Luis Alberto Spinetta y Modesto "Tito" Vázquez, interpretada por la banda Spinetta y los Socios del Desierto en el álbum homónimo (CD2) de 1997, primero de la banda y 25º en el que tiene participación decisiva Spinetta. 
Spinetta y los Socios del Desierto fue un trío integrado por Marcelo Torres (bajo), Daniel Wirtz (batería) y Luis Alberto Spinetta (guitarra y voz).

## Contexto
El tema pertenece al álbum doble Spinetta y los Socios del Desierto, el primero de los cuatro álbumes de la banda homónima, integrada por Luis Alberto Spinetta (voz y guitarra), Marcelo Torres (bajo) y Daniel Wirtz (batería). El trío había sido formada en 1994 a iniciativa de Spinetta, con el fin de volver a sus raíces roqueras, con una banda de garaje. Los Socios ganaron una amplia popularidad, realizando conciertos multitudinarios en Argentina y Chile.
El álbum doble Spinetta y los Socios del Desierto ha sido considerado como una "cumbre" de la última etapa creativa de Luis Alberto Spinetta. El álbum fue grabado en 1995, pero recién pudo ser editado en 1997, debido a la negativa de las principales compañías discográficas, a aceptar las condiciones artísticas y económicas que exigía Spinetta, lo que lo llevó a una fuerte confrontación pública con las mismas y algunos medios de prensa.
El disco coincide con un momento del mundo caracterizado por el auge de la globalización y las atrocidades de la Guerra de Bosnia -sobre la cual el álbum incluye un tema-. En Argentina coincide con un momento de profundo cambio social, con la aparición de la desocupación de masas -luego de más de medio siglo sin conocer el fenómeno, la criminalidad -casi inexistente hasta ese momento-, la desaparición de la famosa clase media argentina y la aparición de una sociedad fracturada, con un enorme sector precario y marginado, que fue la contracara del pequeño sector beneficiado que se autodenominó como los "ricos y famosos".

## El tema
Es el décimo segundo track del Disco 2 del álbum doble. Se trata de una canción de amor, de ritmo lento. La letra escrita por el tenista Modesto Tito Vázquez se refiere a una relación sexual y amorosa sucedida una mañana de un 2 de enero:

Y a pesar de las palabras
tu silencio es más profundo
y más atroz.

Y no sé así porque razón
los barcos vienen y se van.

Y agarro mis libros
quemo todas mis palabras falsas
hoy es temprano,
hoy comienza el 2 de enero.
"2 de enero" (fragmento)

## Spinetta y Tito Vázquez
Modesto "Tito" Vázquez, el autor de la letra, es un conocido tenista y compartía con Spinetta la pasión por River Plate, pero sobre todo una "sensibilidad por las letras, los pensamientos, el sentido de la existencia y el arte en todas sus formas". Amigo personal de Spinetta desde 1979, fue el productor del álbum de Spinetta Jade Madre en años luz (1984).

Fue uno de los seres más luminosos que conocí. Un día fui a su casa y me dio un casete con cuatro músicas. Y me dijo que le gustaría que le pusiera letra a esas músicas. Yo estaba a mil con el tenis, y de esas cuatro le di una, que terminó siendo “2 de enero”, que está en el disco de los Socios del Desierto.
Tito Vázquez

Spinetta a su vez escribió el prólogo de su último libro, El fin es aún (2005), de inspiración budista, donde el músico dice:

Cada vez más Oráculo para aquellos que ya hemos observado su fuego poético, Modesto Vázquez es el centro de todo este viaje, asoma como de una profundísima consulta que recorre el alma del mundo.
Luis Alberto Spinetta

Al morir Spinetta, Vázquez le escribió un poema titulado "El Flaco", donde dice:

Canta/ Pájaro eléctrico canta...

... El llanto es del color del agua / Tus manos la sustancia de tu fuego / Tu alma la poesía de los mares / La nada la deriva de los vientos / Tu sonrisa permanece ante la duda / El eterno sin fin de los silencios /

Canta / Pájaro eléctrico canta / No me dejes solo.
Tito Vázquez, 10/02/2012